# Adinda conglobator
Adinda conglobator är en kräftdjursart som först beskrevs av Gustav Budde-Lund 1902.  Adinda conglobator ingår i släktet Adinda och familjen Scleropactidae. Inga underarter finns listade i Catalogue of Life.